# De jongen die ging studeren
De jongen die ging studeren is een volksverhaal uit Suriname.

## Het verhaal
Een vader stuurt zijn zoon naar Holland om te studeren. Na vele jaren komt de zoon thuis met een diploma, hij weet veel van Holland. De jongen is echter zo lang weggeweest, dat hij niet zoveel over Suriname kan vertellen. De vader laat hem studeren op het erf en de jongen ziet een dorre amandelboom staan. De boom vraagt of hij in het buitenland heeft gestudeerd, maar de rest kan de jongen niet verstaan (omdat hij zijn eigen taal niet meer verstaat). De boom vertelt dat hij gekapt zal worden door de vader en vraagt de jongen hier iets tegen te doen. De jongen wil naar zijn vader lopen, maar komt bij een groot vuur. Hij ziet een slang in de vlammen en hij haalt Slang Sneki met een stok uit het vuur. De slang kronkelt zich rond de hals van de jongen en wil hem wurgen, maar Buidelrat Awari komt net langs.
De slang doet voor hoe het gebeurd is en kruipt weer rond de stok, waarna Buidelrat Awari hem weer in het vuur gooit. De jongen neemt de buidelrat mee om hem een beloning te geven. De jongen vertelt wat hij in de tuin heeft geleerd en wil de buidelrat belonen. De buidelrat wil niks, maar vertelt dat hij dol op kippen is. De vader zegt dat hij de elke ochtend maar een vers kippetje moet komen halen. Moeder is boos, vader had beter één kip kunnen beloven. Op een ochtend staat ze vroeg op en gaat met een emmer kokend water naar buiten. De jongen hoort Buidelrat Awari schreeuwen en ziet dat zijn redder gedood is door zijn eigen moeder. In zijn eigen taal zegt hij Boen no abi tangi (wat afschuwelijk dat ik dat in mijn eigen tuin heb moeten leren).

## Achtergronden
- Dit is een anansi-tori waarin mensen in nauw contact staan met dieren en bomen.
- In Suriname Folk-lore staat een andere versie van dit verhaal.